# Čistá v Krkonoších
Čistá v Krkonoších (německy Lauterwasser) je vesnice, část městyse Černý Důl v okrese Trutnov. Nachází se asi 3 km na jih od Černého Dolu. Prochází zde silnice II/297. V roce 2014 zde bylo evidováno 194 adres. V roce 2001 zde trvale žilo 328 obyvatel.
Čistá v Krkonoších je také název katastrálního území o rozloze 6,21 km2.